# Ulrich Dopatka

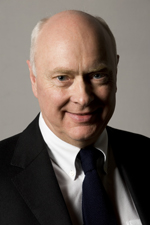
Ulrich Dopatka (2011)

Ulrich Dopatka (* 4. August 1951 in Ahaus, Westfalen) ist ein deutsch-schweizerischer Sachbuchautor aus dem Bereich der Prä-Astronautik.

## Leben
Dopatka zeichnet als Autor des inzwischen mehrfach überarbeiteten Lexikon der Prä-Astronautik und zahlreicher Artikel und Bücher zu diesem Thema. 1998 gründete er zusammen mit Giorgio A. Tsoukalos die englischsprachige Prä-Astronautik-Forschungsgesellschaft (A.A.S.R.A.) und wirkte bei der Publikation der Zeitschrift LegendaryTimes mit. Außerdem organisierte er das World Mysteries Forum, ein Symposium zu wissenschaftlichen und grenzwissenschaftlichen Themen (jetzt unter dem Namen 'World Discoveries Forum').
Ulrich Dopatka ist seit 1989 Schweizer Staatsbürger, ist Diplom-Bibliothekar und war lange Jahre an der Universität Zürich für die Bibliotheksautomation und den Institutsverbund zuständig, bevor er bei IBM das Marketing für Bibliotheks-Software betreute. Mit Fachausbildungen (EDV, Marketing aber auch Wissenschaftsjournalismus) erweiterte er seine Kenntnisse. Bis 1999 nebenberuflich auch Berater für Bibliotheksautomatisierung, arbeitete er bis zur Pensionierung als System-Bibliothekar an der Universitätsbibliothek Bern.

## Werke
- Das Spiegelbild der Götter, Bonn - Bad Godesberg 1975
- Lexikon der Prä-Astronautik, Düsseldorf, Wien 1979
- Sind wir allein?, Düsseldorf, Wien 1996
- Die grosse Erich-von-Däniken-Enzyklopädie, Düsseldorf 1997
- Beweise für das Unglaubliche - die unwiderlegbaren Fakten der Däniken-Forschung, Düsseldorf und München 1997